# Otto Schultze
Otto Schultze, född 11 maj 1884 i Oldenburg, död 22 januari 1966 i Hamburg, var en tysk sjöofficer som 1942 blev generalamiral.

## Tidig karriär och första världskriget
Schultze gick in i tyska kejserliga marinen 7 april 1900 som sjökadett. Under första världskriget tjänstgjorde han först på slagskeppet SMS König innan han 1915 gick över till ubåtsvapnet och blev fartygschef för U-63, som han förde befälet över till december 1917. Under hans befäl sänktes 53 handelsfartyg om totalt 132.567 bruttoregisterton och den lätta kryssaren HMS Falmouth. Schultze var därefter stabsofficer hos chefen för ubåtsstyrkan i Medelhavet och var samtidigt chef för I. ubåtsflottiljen i Medelhavet. Han tilldelades den preussiska orden Pour le Mérite 1918, då landets högsta militära utmärkelse.

## Mellankrigstiden
Under mellankrigstiden hade han diverse stabsofficersbefattningar och var därefter fartygscjef för slagskeppet SMS Elsass från september 1927 till september 1929. Från september 1929 till februari 1930 var han marin befälhavare i Kiel och kommendant för Kielkanalen. Därefter var han inspektör för Marinens utbildningsväsende och i denna befattning befordrades han 1 april 1931 till konteramiral. I oktober 1933 blev han chef för Nordsjöns marinstation i Wilhelmshaven. Han befordrades till viceamiral 1934, till amiral 1936 och gick i pension 1937.

## Andra världskriget
I augusti 1939 återkallades Schultze i aktiv tjänst och blev åter chef för Nordsjöns marinstation, efter att amiral Alfred Saalwächter blivit chef för Marinegruppenkommando Väst. Han förblev på denna position till 28 november 1939 då han ersattes av amiral Hermann Densch och placerades i chefsreserven. Där förblev han till 2 mars 1941, då han beordrades till Paris för att tjänstgöra som befähavande amiral för Frankrike. Han stannade på denna befattning till augusti 1942. Schultze tilldelades Tyska korset i silver 31 augusti 1942 och befordrades samtidigt till generalamiral. Han gick i pension 30 september 1942 förblev pensionerad under återstoden av andra världskriget.